# 江湾大井
江湾大井是位于中国广东省清远市英德市英城镇江湾村委会先锋村民小组的一个清代圆桶形水井。
水井由井栏、井壁和井台组成，外径1.5米，内径1.32米，栏高0.3米，石栏内壁有61条井绳摩擦痕迹。该井结构完整，井水清澈，终年不竭，对研究当地水井建筑有一定的参考价值。2000年12月，列为英德市文物保护单位，类型为古遗址，历史年代为明代。